# Kamýk nad Vltavou
Kamýk nad Vltavou là một làng thuộc huyện Příbram, vùng Středočeský, Cộng hòa Séc.